# Эстеван Болеа, Мария Тереза
Мария Тереза Эстеван Болеа (исп. María Teresa Estevan Bolea; род. 26 октября 1936, Уэска) — испанский инженер и политик, депутат Европейского парламента (1994—1999).

## Биография
Родилась 26 октября 1936 года в городе Уэска. Окончила Школу промышленного проектирования Барселоны, где специализировалась на сварке и инженерии. В 1968—1975 годах она работала в Главном управлении энергетики, начав процесс строительства атомных электростанций в Испании.
Эстеван Болеа является членом Народной партии. Она была избрана депутатом от Мадрида на всеобщих выборах в Испании в 1986 и 1989 годах. В 1994 году она была избрана в Европейский парламент, депутатом которого являлась до 1999 года.
В 2012—2016 годах она была деканом Официального колледжа инженеров-промышленников Мадрида.